# Stufati di Teggiano
Gli stufati di Teggiano sono un piatto tipico dell'omonimo comune, nel Vallo di Diano (in provincia di Salerno), che viene tradizionalmente preparato nei giorni di vigilia in cui è consigliato mangiare di magro secondo i precetti della Chiesa cattolica: tipicamente la sera di Natale. 

## Descrizione
Si preparano cuocendo gli spaghetti in acqua salata e togliendoli dal fuoco quando sono ancora molto al dente; quindi scolati accuratamente e disposti in un tegame a strati successivi, vengono conditi con alici sotto sale (pulite e spezzettate), uva passa (in genere bianca), mollica sbriciolata finemente, una salsettina ottenuta lasciando cuocere, poco e dolcemente, una porzione degli ingredienti di condimento (le alici spezzettate, la mollica sbriciolata e l'uvetta) in olio d'oliva (finché le alici non si sono sciolte e gli acini d'uva indorati). Riempito il tegame, si termina il condimento con un'abbondante copertura di mollica e un generoso filo di olio di oliva. Anticamente, il tegame veniva coperto e posto sulla brace del focolare, mentre sul coperchio veniva disposta altra brace (come se fosse stato posto in una stufa, da cui il nome) e si lasciavano gli "stufati" a cuocere lentamente, in tal modo, finché non diventavano in parte croccanti; oggi si preferisce la cottura in forno da cucina a gas o elettrico.
Nel 2015 il piatto ha ottenuto la certificazione dei Prodotti agroalimentari tradizionali italiani.